# Diocese de Lund
A Diocese de Lund  (em sueco: Lunds stift) ou Diocese de Lunda (em latim: Diocesis Lundensis) é uma das 13 dioceses constituintes da Igreja da Suécia e está sediada na Catedral de Lund, na cidade de Lund. Abrange as províncias de Escânia e Blekinge, contando com 163 paróquias.

Mapa da diocese